# Laurent Lucas
Laurent Lucas (Parigi, 20 luglio 1965) è un attore francese.

## Biografia
Figlio di un chimico e di una professoressa d'inglese, Laurent Lucas cresce a Le Havre, città che lascia all'età di 16 anni. Si lancia nella carriera dell'arte drammatica nel 1989, seguendo il corso Charles Dullin per poi diventare uno degli allievi più promettenti del prestigioso Théatre National de Strasbourg. Appare sul grande schermo con un ruolo degno di nota già nel 1996, in J'ai horreur de l'amour di Laurence Ferreira Barbosa con Jeanne Balibar. Il suo volto misterioso gli permette di far seguire diverse apparizioni in film d'autore, tra cui Quelque chose d'organique (1998), Rien sur Robert (1999) e il Pola X (1999) di Leos Carax. In Haut les coeurs! (2000) è il compagno della protagonista malata di cancro, una Karin Viard che aveva già affiancato in Una relazione al femminile - La Nouvelle Ève (1999). L'interpretazione in Haut les coeurs! gli vale una nomination ai César come miglior speranza giovanile.
Il grande pubblico scopre tuttavia Laurent Lucas nel 2000, in Harry, un amico vero di Domink Moll. Il ruolo di Michel, tranquillo padre di una famiglia che sarà turbata dall'arrivo Sergi López, contribuisce al successo sorpresa della pellicola di Moll. Tra gli altri, appare successivamente in Sur la trace d'Igor Rizzi (2006) o ancora in Contre-Enquete (2007), il che dimostra come l'attore, pur privilegiando le opere singolari, non disdegni il cinema commerciale.
Laurent Lucas vive tra Francia e Québec.

## Filmografia parziale

### Cinema
- J'ai horreur de l'amour, regia di Laurence Ferreira Barbosa (1997)
- Una relazione al femminile - La Nouvelle Ève (La Nouvelle Ève), regia di Catherine Corsini (1999)
- Pola X, regia di Leos Carax (1999)
- Harry, un amico vero (Harry, un ami qui vous veut du bien), regia di Dominik Moll (2000)
- Le Pornographe, regia di Bertrand Bonello (2001)
- Qui a tué Bambi?, regia di Gilles Marchand (2003)
- Calvaire, regia di Fabrice Du Welz (2004)
- Sur la trace d'Igor Rizzi, regia di Noël Mitrani (2006)
- La donna di nessuno (Sans état d'âme), regia di Vincenzo Marano (2008)
- The Kate Logan Affair, regia di Noël Mitrani (2010)
- Passo falso (Piégé), regia di Yannick Saillet (2014)
- The Lonely Hearts Killers (Alleluia), regia di Fabrice Du Welz (2014)
- I testimoni (Les Témoins) – serie TV (2015- in corso)
- Florida (Floride), regia di Philippe Le Guay (2015)
- Raw - Una cruda verità (Grave), regia di Julia Ducournau (2016)
- L'Odissea (L'Odyssée ), regia di Jérôme Salle (2016)
- Adorazione (Adoration), regia di Fabrice Du Welz (2019)
- Una intima convinzione (Une intime conviction), regia di Antoine Raimbault (2019)
- Maldoror, regia di Fabrice Du Welz (2024)

### Televisione
- Attacco al potere - Paris Has Fallen (Paris Has Fallen), regia di Oded Ruskin e Hans Herbots – miniserie TV, puntate (2024)

## Doppiatori italiani
Nelle versioni in italiano delle opere in cui ha recitato, Laurent Lucas è stato doppiato da:
- Massimo De Ambrosis in La donna di nessuno, Attacco al potere - Paris Has Fallen
- Massimiliano Manfredi in Harry, un amico vero
- Paolo Bessegato in Qui a tué Bambi?
- Oreste Baldini in Calvaire
- Francesco Prando in Florida
- Marcello Cortese in I testimoni
- Gabriele Tacchi in L'Odissea
- Fabrizio Russotto in Una intima convinzione

## Riconoscimenti
- Premi César
  - 2000: Premio César per la migliore promessa maschile – Haut les cœurs!